# Силенко Тарас Вікторович
Тара́с Ві́кторович Силе́нко (29 грудня 1972, Київ — 22 червня 2021, Київ) — кобзар, заслужений артист України (2008).

## Біографія
1989—1992 — навчався в студії на підготовці акторських кадрів при Державній (тепер Національній) капелі бандуристів (педагоги Григорій Верета та Віктор Мокренко). 1996 р. закінчив Київський інститут культури, під час з навчання працював у Стрітівській кобзарській школі, Київському театрі «Берегиня», кобзарював. Дійсний член Всеукраїнської спілки кобзарів, де працював референтом. Член Історичного клубу «Холодний Яр».
Концертував майже у всіх областях України, а також у Росії, Польщі, Чехії, Словаччині, Австрії, Німеччині, Франції, Румунії, Литві, Латвії. Добре освоїв техніку гри не тільки на академічній (хроматичній), але й на старосвітській (діатонічній) бандурах. Виступав і на сценах, і на вулицях. Підтримував зв'язок з кобзарським цехом.
Репертуар надзвичайно багатий та різноманітний: «Та ходить Швачка по Хвастові» (про Коліївщину), «Гей знизу, із лиману» (про зруйнування Січі), «Богатирі на заставі» (билина), «Слово о погибелі Землі Руської» (переспів аноніму XIV ст.), дума «Вітчим», «Нема у світі правди», псалма «Бідна моя голівонька» (слова і музика Івана Мазепи), «Дума про голод 33-го року» (слова Єгора Мовчана, музика Ігоря Рачка), «На Крути» (слова О. Кобець, музика Миколи Литвина) та багато інших.

## Участь у кінофільмах
Брав участь у фільмах в ролях кобзаря:
- «Богдан-Зиновій Хмельницький» (2006)
- «Вільне козацтво» (документальний фільм, 2009)
- «Гіркі жнива» (2017)
- «Медвинське повстання» (документальний фільм, 2019)

## Нагороди
- Лауреат першої вокальної та спеціальної премії на Міжнародному конкурсі культур Придунайського регіону у м. Джурджу (Румунія, 1993).
- Заслужений артист України (2008)
- Літературна премія ім. Юрія Горліса-Горського (2014)

## Вшанування пам'яті

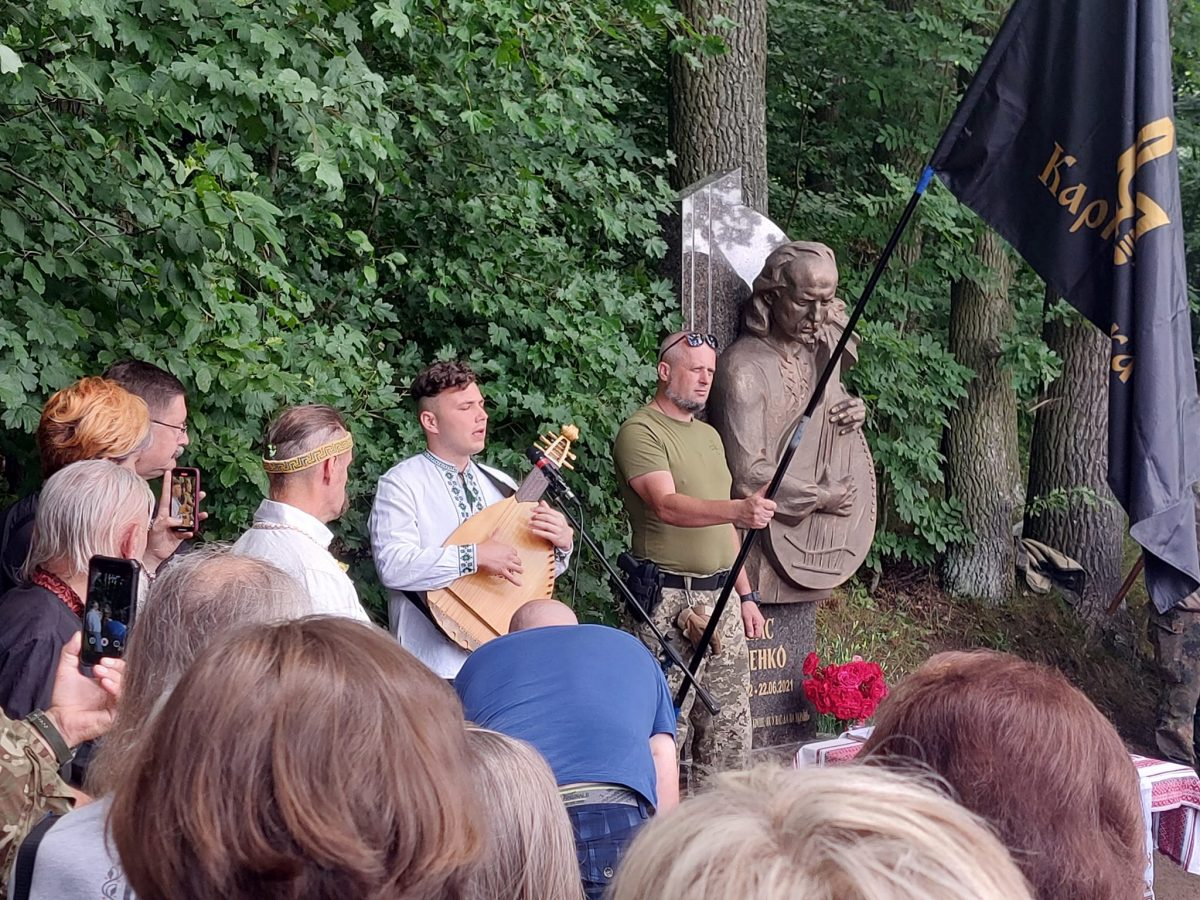
Почесна варта біла монумента Тарасові Силенку в Холодному Яру під час Вшанувань Героїв, 25 червня 2022 року

- 25 червня 2022 на хуторі Буда в Холодному Яру біля Дуба Максима Залізняка відкрито пам'ятний знак кобзареві Тарасові Силенку — заслуженому артисту України, багаторічному учаснику холодноярських вшанувань. Монумент виготовив на кошти, зібрані Історичним клубом «Холодний Яр», скульптор Ігор Семак.[3]
- 30 листопада 2022 Богуславська міська рада перейменувала на честь Тараса Силенка вулицю Петра Чайковського в місті Богуславі.[4]
- 17 грудня 2022 в Національному музеї літератури України (Київ) презентували книгу спогадів «Тарас Силенко, співець непримиренної України»[5]